# روب دينتون
روب دينتون (بالإنجليزية: Rob Denton)‏ (20 نوفمبر 1907 في الولايات المتحدة - 12 أغسطس 1997 في الولايات المتحدة) هو حكم كرة قدم ولاعب كرة قدم أمريكي في مركز حراسة المرمى، شارك في الألعاب الأولمبية الصيفية 1936. ولعب مع Philadelphia Nationals ‏ وUhrik Truckers ‏.

## وصلات خارجية
- روب دينتون على موقع أوليمبيديا (الإنجليزية)